# La Guerre des démons
La Guerre des démons (titre original : The Demonwar Saga) est une dilogie de fantasy écrite par Raymond Elias Feist.

## La série
Cette série comprend deux tomes :
1. La Légion de la terreur, 2011 ((en) Rides a Dread Legion, 2009)
2. La Porte de l'enfer, 2011 ((en) At the Gates of Darkness, 2010)